# Навчально-науковий інститут «Каразінський банківський інститут»
Навчально-науковий інститут «Каразінський банківський інститут» — підрозділ державного вищого навчального закладу IV рівня акредитації — Харківського Національного університету імені В. Н. Каразіна, розташований у Харкові. Має гуртожиток.

## Історія

Стара емблема Інституту

06 травня 1944 року засновано Харківський обліково-кредитний технікум Держбанку Союзу РСР, директором якого став Вольдемар Дролле.
Згідно з Постановою Ради Мiнiстрiв СРСР вiд 05 жовтня 1948 року у червені 1949 року три технiкуми фiнансового профiлю міста об’єдналися в Харкiвський фiнансово-кредитний технікум.
27 червня 1952 року відкрито заочне вiддiлення технікуму з навчально-консультацiйними пунктами в Одеськiй, Дніпропетровськiй, Львiвськiй, Кримськiй, Чернівецькiй та Сталiнськiй областях.
01 сiчня 1955 року – Харкiвський фiнансово-кредитний технiкум реорганiзовано в облiково-кредитний технiкум Держбанку СРСР. 02 квiтня 1955 року технiкум очолив Анатолій Петрович Найден
У 1966 році при технікумі створено курси підвищення кваліфікації працівників Держбанку та ощадних кас.
У 1971 році директором обліково-кредитного технікуму призначають Ксенію Радченко.
У 1976 році установу очолила Люіса Іванівна Ходирєва.
У 1992 році Харківський обліково-кредитний технікум перейменовано у Харківський технікум банківської справи.
У 1996 році на базі Харківського технікуму банківської справи створено Харківський банківський коледж. У коледжі почала успішно працювати одна з нових педагогічних технологій в Україні – дистанційне навчання, впровадження якого почалося спільно з фахівцями освітньої фірми “Design for Learning International” за підтримки фонду Know-how (Великобританія).
У 2000 році на базі Харківського банківського коледжу створено Харківську філію Української академії банківської справи. 02 жовтня того ж року установу очолив академік Академії економічних наук України, доктор економічних наук, професор Олег Володимирович Васюренко.
У 2001 році навчальний заклад став офіційним членом Харківського банківського союзу.
У 2003 році керівника ВНЗ О.В. Васюренка обрано до складу Президії Харківського банківського союзу та Ради ректорів Вищих навчальних закладів Харківського регіону.
13 травня 2004 року на базі Харківської філії Української академії банківської справи НБУ створено Харківський банківський інститут Української академії банківської справи НБУ.
У 2006 році на підставі Постанови Кабінету Міністрів України та Наказу Правління Національного банку України  в Києві  створено Університет банківської справи, до складу якого увійшли навчальні заклади Національного банку України, в тому числі й Харківський інститут банківської справи.
У 2007 році разом зі структурною реорганізацією в Києві відбулися організаційні зміни і в харківському осередку університету. В тому ж році новим керівником Харківського інституту банківської справи УБС НБУ стає доктор економічних наук, професор Олександр Миколайович Тридід.
У 2009 році до 65-літнього ювілею в інституті створено Музей грошей. В основі експозиції – архівні матеріали зі становлення банківництва на Харківщині, цінні папери банківських установ різних часів, колекція паперових грошей та монет.
У 2015 році Інститут, як структурний підрозділ Університету банківської справи, ввійшов до структури Міністерства освіти та науки України, змінивши назву на Харківський навчально-науковий інститут Державного вищого навчального закладу «Університет банківської справи». 13 червня того ж року Інститут очолив Академік академії економічних наук України, доктор економічних наук, професор Борис Вадимович Самородов.
У 2016 році директора інституту обрано на посаду віце-президента Харківського банківського союзу.
У 2017 році підписано Меморандум щодо розвитку фінансової грамотності населення Харківського регіону між Харківською обласною державною адміністрацією, Харківським банківським союзом, Харківським університетським консорціумом та Харківським навчально-науковим інститутом Державного вищого навчального закладу «Університет банківської справи».
У 2018 році відкрито Навчально-тренувальний комплекс «FinTech» з сучасними технічними засобами, які використовуються для проведення освітніх та соціальних заходів з фінансової грамотності для різних верств населення Харківщини.
У 2019 році кафедра менеджменту, бізнесу та професійних комунікацій здійснила перший випуск іноземців за рівнем «магістр» — громадян з Південної Азії та Африки.
У 2020 році інститут змінив підпорядкованість, увійшовши до складу Харківського національного університету імені В.Н. Каразіна та змінивши назву на ННІ «Каразінський банківський інститут». На момент приєднання в інституті навчалося майже 500 студентів і працювало більше 100 працівників
У 2022 році Інститут очолила кандидат філософських наук, доцент Анна Андріївна Чхеайло.

## Структура

### Кафедри
Кафедру обліку та оподаткування було засновано 01 вересня 2007 року для підготовки фахівці з поглибленими знаннями в управлінсько-організаційній, податково-аналітичній, фінансово-економічній, контрольно-ревізійній та обліково-аудиторській сферах. Освітні програми спрямовані на підготовку фахівців фіскальної інспекції та антикорупційного бюро, органів пенсійного фонду та соціального страхування, державної казначейської та аудиторської служби, митних інспекторів та брокерів, фондових трейдерів, контролерів, економістів, касирів, контролерів у банках і небанківських установах, ревізорів, податкових інспекторів, бухгалтерів та помічників аудитора (головного бухгалтера), менеджерів з бухгалтерського обліку та бухгалтер-експертів різних організаційно-правових форм власності, аналітиків державної та фінансової служби.
Кафедра банківського бізнесу та фінансових технологій була створена на базі кафедри фінансів та кафедри банківської справи у жовтні 2017 року. Головна мета роботи – забезпечення високої якісної професійної підготовки фахівців згідно з галузевими стандартами вищої освіти, підвищення рівня викладання дисциплін і модернізація навчального процесу. Завдяки інтеграції академічних та інноваційних методів навчання кафедра забезпечує якісну підготовку кадрів фінансово-економічного профілю, які повинні стати основною частиною механізму прийняття управлінських рішень щодо антикризового управління, запобігання банкрутству, оптимізації витрат, ефективного використання грошових потоків, інвестиційних процесів. Широкий напрямок діяльності кафедри, одночасне поєднання всіх форм навчальної, практичної та наукової роботи студента дають змогу забезпечити безперервність процесу творчого оволодіння студентом всього комплексу знань та вмінь, що необхідні йому для вирішення реальних задач в умовах існуючих сьогодні інформаційних, нормативних і ресурсних обмежень економіки. Кафедра бере активну участь у реалізації волонтерського руху з реалізації проекту «Фінансова грамотність» за наступними напрямками: проведення циклу занять з елементами ділової гри з фінансової грамотності, проведення для учнів шкіл екскурсій до Музею грошей інституту, установ банків, проведення лекцій та тренінгів для вчителів та учнів шкіл, організації фахових шкіл «Світ кар’єри».
Кафедру інформаційних технологій та математичного моделювання засновано у 2020 році на базі кафедри інформаційних технологій Харківського навчально-наукового інституту ДВНЗ «Університет банківської справи», яку було засновано у 2001 році. Головна мета роботи – забезпечення підготовки висококваліфікованих, професійних та перспективних фахівців в галузі інформаційних технологій, комп’ютерних наук та кібербезпеки, здатних ідентифікувати та вирішувати складні спеціалізовані задачі та практичні проблеми у професійній сфері.
Кафедра менеджменту, бізнесу та професійних комунікацій засновано у 2020 році на базі кафедри менеджмент Харківського навчально-наукового інституту ДВНЗ «Університет банківської справи», яку було створено у 2008 році. Головна мета роботи – забезпечення підготовки висококваліфікованих, професійних та перспективних менеджерів з новими поглядами та способом мислення щодо управління та реалізації можливостей розвитку підприємств, здатних ідентифікувати та вирішувати складні спеціалізовані задачі та практичні проблеми у сфері управління організаціями.

### Спеціальності
КОО забезпечує професійну підготовку вітчизняних та іноземних студентів на першому (бакалаврському) та другому (магістерському) рівнях вищої освіти за спец. D1 Облік і оподаткування.
КББФТ є випусковою кафедрою, яка на якісному професійному рівні готує спеціалістів для фінансово-кредитної системи України за спец. D2 Фінанси, банківська справа, страхування та фондовий ринок на першому (бакалаврському) та на другому (магістерському) рівні вищої освіти.
КІТММ забезпечує професійну підготовку вітчизняних та іноземних студентів на першому (бакалаврському) та другому (магістерському) рівнях вищої освіти за спец. F3 Комп’ютерні науки.
КМБПК забезпечує професійну підготовку вітчизняних та іноземних студентів на першому (бакалаврському) та другому (магістерському) рівнях вищої освіти за спец. D6 Секретарська та офісна справа.
Також КМБПК має дві програмами дводипломної освіти спеціальності D3 Менеджмент:
- для вступників на бакалаврат – навчання за Програмою дводипломної бакалаврської освіти для здобуття ступеня бакалавра за освітніми програмами:
  - «Менеджмент і глобальний бізнес»
  - «Бізнес-менеджмент та маркетинг» ("Висшето училище по застраховане и финанси", м. Софія, Болгарія).
- для вступників в магістратуру – навчання за Програмою дводипломної магістерської освіти для здобуття ступеня магістра за освітніми програмами:
  - «Менеджмент організацій та адміністрування»
  - «Управління підприємницькою діяльністю та адміністрування» (Балтійська Міжнародна академія ("Baltijas Starptautiskā akadēmija", м. Рига, Латвія).

Реалізація цих програм надає можливість отримати разом із дипломом Харківського національного університету імені В. Н. Каразіна диплом європейського вищого навчального закладу, який визнається у країнах Європейського Союзу.

### Практична підготовка
Головним орієнтиром інституту у визначенні змісту та організації практичного навчання є вимоги стейкхолдерів та потреби регіону.
Інститут має стійкі багаторічні зв’язки із фінансово-кредитними установами, підприємствами , організаціями та фірмами Харківського регіону.
Взаємодія здійснюється та здійснюється  на договірній основі. Інститутом укладені понад 30 довготермінових договорів про співробітництво, щороку укладається близько 200 договорів на проходження практики студентів інституту на безоплатній основі.
Враховуючи  вимоги та пропозиції роботодавців, практична підготовка студентів має наскрізний характер та розпочинається з навчальної практики (ІІ, ІІІ курси), комплексний характер якої забезпечується використанням можливостей навчально-тренувального  комплексу «FinTech», що працює в тісному контакті з навчально-тренувальними фірмами, які є його клієнтами, та програмного комплексу АБС Б2, внутрішньобанківської платіжної системи «Enigma». Наявні можливості забезпечують використання інтерактивних форм і методів навчання ситуаційних завдань, ділових ігор, кейсів, що інтенсифікує навчальний процес та забезпечує досягнення цілей навчання під час її проходження навчальної практики. На базі віртуального банку «ІНТЕЛБАНК», який функціонує в структурі  навчально-тренувального  комплексу «FinTech», студенти мають можливість відпрацювати модель дій фахівця, що сприяє формуванню професіональних якостей та швидкій адаптації до первинних посад.
Ефективність виробничої та переддипломної практик значною мірою визначається умовами її організації на базах практики. Тому, як бази практики використовуються найбільш ефективно функціонуючі суб’єкти господарювання, які забезпечують реалізацію вимог наскрізних програм практики та прикладних досліджень відповідно до тем кваліфікаційних магістерських робіт,  мають  спеціалістів належного рівня. 
Програми виробничої практики охоплюють  всі основні напрямки економічної діяльності суб’єктів господарювання. При визначенні баз практики студентів інститутом  приймається до уваги ціла низка чинників:  рівень підготовленості студента,  тематика науково-пошукових, курсових робіт, перспектива працевлаштування, місце постійного проживання.
На 2 курсі за ІІ-м (магістерським рівнем освіти) в інституті організована індивідуальна робота студентів на базі фактичних показників фінансово-кредитних установ, на підприємствах, в організаціях.
Переддипломна практика є логічним завершенням наскрізної практичної підготовки студентів, що є заключний етапом підготовки студента до самостійної діяльності з фаху, етапом узагальнюючого осмислення набутих знань, умінь та навичок. Мета практики – виконання кожним студентом індивідуального завдання, збір матеріалів  для написання кваліфікаційної магістерської роботи. У ході практики професійні знання, уміння і навички творчо реалізуються для прийняття самостійних рішень

## Бібліотека
До складу бібліотеки інституту входить: абонемент, книгосховище, читальний зал на 144 посадкових місця, бібліотечний пункт видачі в гуртожитку.